# 鹿児島県立牧園高等学校
鹿児島県立牧園高等学校（かごしまけんりつ まきぞのこうこう）は、鹿児島県霧島市牧園町宿窪田に所在した公立の高等学校。

## 設置学科
- 普通科
- 商業科

## 所在地
- 〒899-6507 鹿児島県霧島市牧園町宿窪田330-5

## 特徴
- 霧島市牧園町にある県立高校で、普通科と商業科の2学科だった。
- 2008年（平成20年）4月の鹿児島県立栗野工業高等学校との統廃合のため、2007年度（平成19年度）入学生を最後に募集停止となり、2010年（平成22年）3月31日に、牧園高校としては閉校した。なお、現在の牧園高等学校の校地には、総合学科の新設校鹿児島県立霧島高等学校が開校した。

## 主な生徒の出身中学校および所在地
- 地元の牧園中（霧島市牧園町）をはじめ、姶良郡・霧島市などからの通学生が主だった。